# Víktor Afanásiev
El Coronel Víktor Mijáilovich Afanasyev (Ruso: Виктор Михайлович Афанасьев) es un militar, piloto y cosmonauta soviético que fue premiado como Héroe de la Unión Soviética, siendo coronel de la Fuerza Aérea Soviética y posteriormente de la Fuerza Aérea de Rusia, así como cosmonauta de pruebas en el Centro Gagarin de entrenamiento de cosmonautas.